# Розпша (гміна)
Гміна Розпша (пол. Gmina Rozprza) — місько-сільська гміна у центральній Польщі. Належить до Пйотрковського повіту Лодзинського воєводства.
Станом на 31 грудня 2011 у гміні проживало 12191 особа.

## Площа
Згідно з даними за 2007 рік площа гміни становила 162.50 км², у тому числі:
- орні землі: 67.00%
- ліси: 26.00%

Таким чином, площа гміни становить 11.37% площі повіту.

## Населення
Станом на 31 грудня 2011:
| Опис     | Загалом | Загалом | Чоловіки | Чоловіки | Жінки | Жінки |
| -------- | ------- | ------- | -------- | -------- | ----- | ----- |
| одиниця  | осіб    | %       | осіб     | %        | осіб  | %     |
| все      | 12191   | 100     | 5965     | 48.93    | 6226  | 51.07 |
| міське   | 0       | 100     | 0        |          | 0     |       |
| сільське | 12191   | 100     | 5965     | 48.93    | 6226  | 51.07 |

## Сусідні гміни
Гміна Розпша межує з такими гмінами: Воля-Кшиштопорська, Ґошковіце, Каменськ, Ленкі-Шляхецькі, Ренчно, Сулеюв.